# Санголки
Санголки (шп. Sangolquí) је предграђе Кита и седиште је кантона Румињаху у провинцији Пичинча, у северном Еквадору. Повезан је са Китом „аутопутом Генерал Румињаху” (Autopista General Rumiñahui).
У граду се налази престижни универзитет ЕСПЕ, један од најбољих универзитета у Еквадору. Такође је дом „Колехио Лисео дел Ваље”, „Колехио Антарес”, ”Лисео Навал Кито и Средња школа „Емиле Жак-Далкрозе“, која нуди међународну матуру и овлашћени је центар за ЕСОЛ испите „Универзитета у Кембриџу”. У граду се такође налази фудбалски клуб Индепендијенте дел Вале који је стигао до финала Купа Либертадорес 2016. и освојио Копа Судамерикана 2019.
Санголки је, заједно са остатком кантона Румињахи, проглашен Пуебло Махико од стране еквадорског Министарства туризма (МИНТУР) 2020. године.